# Gnoerichia
Gnoerichia is een monotypisch geslacht van spinnen uit de  familie van de Thomisidae (krabspinnen).

## Soort
- Gnoerichia buettneri (Dahl, 1907)